# Trichogalumna granuliala
Trichogalumna granuliala är en kvalsterart som beskrevs av Ohkubo 1984. Trichogalumna granuliala ingår i släktet Trichogalumna och familjen Galumnidae. Inga underarter finns listade i Catalogue of Life.